# Hertings kraftverk
Hertings kraftverk är vattenkraftverk i Ätran, Sverige. På platsen i stadsdelen Herting, Falkenberg har det funnits två kraftverk. Ett som byggdes 1903 och som fortfarande är i drift samt ett som byggdes 1944 och som (med vissa undantag) togs ur drift 2014 för att förbättra förutsättningarna för fisk i Ätran (Herting 2). Före 2014 utgjorde kraftverken ett vandringshinder som hindrade fisk från att ta sig högre upp i Ätran. De byggdes för att förse Falkenberg stad med energi och har varit ägda av staden (och Falkenbergs kommun efter kommunreformerna) hela tiden.